# Diskretna porazdelitev
Diskretna porazdelitev (ali diskretna verjetnostna porazdelitev) je v verjetnostni teoriji in statistiki verjetnostna porazdelitev, v kateri lahko vrednosti opazovane slučajne spremenljivke zavzamejo samo določene vrednosti. Število teh vrednosti je števna množica. 
Za diskretno porazdelitev slučajne spremenljivke X velja 
{\displaystyle \sum _{u}P(X=u)=1\!}
kjer 
u lahko zavzame katerokoli vrednost iz množice vrednosti X.
s {\displaystyle P(X=u)\!} pa je označena verjetnost, da spremenljivka X zavzame vrednost u.
To lahko zapišemo tudi kot
{\displaystyle \sum _{i=1}^{\infty }p_{i}=1}
kjer je pi verjetnost, da se pojavi i-ta vrednost slučajne spremenljivke.
Diskretne verjetnostne porazdelitve imajo značilno obliko kumulativne funkcije porazdelitve verjetnosti, kjer se opazijo preskoki. Funkcija kaže spremembo samo pri določenih vrednostih ali na nekaterih mestih, kjer se pojavijo preskoki vrednosti. Ti preskoki se pojavijo samo pri vrednostih, ki jo lahko zavzame slučajna spremenljivka. 
Med znanimi diskretnimi porazdelitvami so Poissonova porazdelitev, Bernoullijeva porazdelitev, binomska porazdelitev in še mnoge druge (glej seznam verjetnostnih porazdelitev). 